# 匂艶 THE NIGHT CLUB
「匂艶 THE NIGHT CLUB」（にじいろ ザ・ナイト・クラブ）は、サザンオールスターズの楽曲。自身の15作目のシングルとして、Invitationから7インチレコードで1982年5月21日に発売された。
1988年6月25日と1998年2月11日に8cmCDとして、2005年6月25日には12cmCDで再発売されている。2014年12月17日からはダウンロード配信、2019年12月20日からはストリーミング配信が開始されている。

## 背景
前作「チャコの海岸物語」からちょうど4か月ぶりに発売された作品。

## 受賞歴
| 年     | 音楽賞             | 結果                             | 出典  |
| ------ | ------------------ | -------------------------------- | ----- |
| 1982年 | 第15回日本有線大賞 | 最多リクエスト歌手賞・有線音楽賞 | [ 4 ] |

## 収録曲
- 収録時間：8:07[5]

1. 匂艶 THE NIGHT CLUB (4:09)
（作詞・作曲:桑田佳祐　編曲:サザンオールスターズ　弦管編曲:八木正生）
派手なアップテンポのラテン・テイスト・ナンバーに仕上がっており、ストリングス、ブラス・セクション、コーラスなど多数の音数が収録された[1][6]。
「匂艶」という単語は「匂いと艶やかさを併せ持つ女性のこと」という解釈があり[7]、後の1996年発売のアルバム『Young Love』に収録されている楽曲「Moon Light Lover」の歌詞にも登場する[8]。
バンド・ゴールデンボンバーのボーカルの鬼龍院翔は、彼らの代表作である「女々しくて」を制作する際にこの楽曲のアレンジを参考にした[9]。
2. 走れ!! トーキョー・タウン (3:57)
（作詞・作曲:桑田佳祐　編曲:サザンオールスターズ）
桑田出演の日産自動車『パルサー』CMソング。
タイアップに合わせて、歌詞にもタイアップの商品名の『Pulsar』が登場する。
表題曲が比較的ライブ演奏されるのに対して、こちらは1982年のツアーの一部会場でセットリスト入りした以外はB面やアルバム曲を中心にしたマニアックな楽曲を多くセレクトした2020年の無観客配信ライブ「ほぼほぼ年越しライブ Keep Smilin' ～皆さん、お疲れ様でした!! 嵐を呼ぶマンピー!!～」でのみ演奏されており[10]、40年を経過してなお有観客コンサートでの再演は未だ無い。

## 参加ミュージシャン
- 桑田佳祐:Vocal(#1,2)
- 大森隆志:Guitar, Chorus(#1,2)
- 原由子:Keyboards, Chorus(#1,2)
- 関口和之:Bass, Chorus(#1,2)
- 松田弘:Drums, Chorus(#1,2)
- 野沢秀行:Percussion, Chorus(#1,2)

ゲストミュージシャン
- 国本佳宏:Synthesizer(#2)

## 収録アルバム
| 曲名                      | 作品名                                    | 備考                             |
| ------------------------- | ----------------------------------------- | -------------------------------- |
| 匂艶 THE NIGHT CLUB       | NUDE MAN                                  |                                  |
| 匂艶 THE NIGHT CLUB       | すいか SOUTHERN ALL STARS SPECIAL 61SONGS | 数量限定商品のため、現在は廃盤。 |
| 匂艶 THE NIGHT CLUB       | HAPPY!                                    | 数量限定商品のため、現在は廃盤。 |
| 匂艶 THE NIGHT CLUB       | 海のYeah!!                                |                                  |
| 走れ!! トーキョー・タウン | アルバム未収録                            |                                  |

## ミュージック・ビデオ収録作品
| 曲名                      | 作品名                                      | 備考                            |
| ------------------------- | ------------------------------------------- | ------------------------------- |
| 匂艶 THE NIGHT CLUB       | 匂艶 THE NIGHT CLUB                         | VHSでの発売のため、現在は廃盤。 |
| 匂艶 THE NIGHT CLUB       | Southern All Stars THE BEST                 | VHSでの発売のため、現在は廃盤。 |
| 匂艶 THE NIGHT CLUB       | SPACE MOSA 〜SPACE MUSEUM OF SOUTHERN ART〜 | 一部のみ収録。現在は廃盤。      |
| 走れ!! トーキョー・タウン | 未収録                                      |                                 |

## ライブ映像作品
| 曲名                      | 作品名                                        |
| ------------------------- | --------------------------------------------- |
| 匂艶 THE NIGHT CLUB       | 1998 スーパーライブ in 渚園                   |
| 匂艶 THE NIGHT CLUB       | おいしい葡萄の旅ライブ –at DOME & 日本武道館- |
| 走れ!! トーキョー・タウン | 未収録                                        |

## 映像作品
ミュージック・ビデオ作品は、1983年1月26日にVHSとβで発売。発売元はビクター音楽産業。
「Southern All Stars THE BEST」と同時発売となっている。

### 収録曲（映像作品）
1. チャコの海岸物語
2. 匂艶 THE NIGHT CLUB（ミュージックビデオ）
3. いとしのエリー